# До 30-річчя незалежності України (монета)
«До 30-річчя незалежності України» — пам'ятна монета номіналом 5 гривень, випущена Національним банком України, присвячена річниці події прийняття Верховною Радою України 24 серпня 1991 року історичного документу — Акту проголошення незалежності України.
Монети введено в обіг 10 серпня 2021 року. Вона належить до серії «Відродження української державності».
У лютому 2023 року, за результатами міжнародного конкурсу «Монета року» від нумізматичного видання World Coin News, українська монета «До 30-річчя незалежності України» стала найкращою в світі.

## Опис та характеристики монети
| Номінал грн. | Метал      | Маса, грам | Діаметр, мм. | Якість виготовлення       | Гурт     | Тираж, штук |
| ------------ | ---------- | ---------- | ------------ | ------------------------- | -------- | ----------- |
| 5            | нейзильбер | 16.54      | 35,0         | спеціальний анциркулейтед | рифлений | 50 000      |

Із загального тиражу 15 000 монет випущено в сувенірній упаковці.

### Аверс

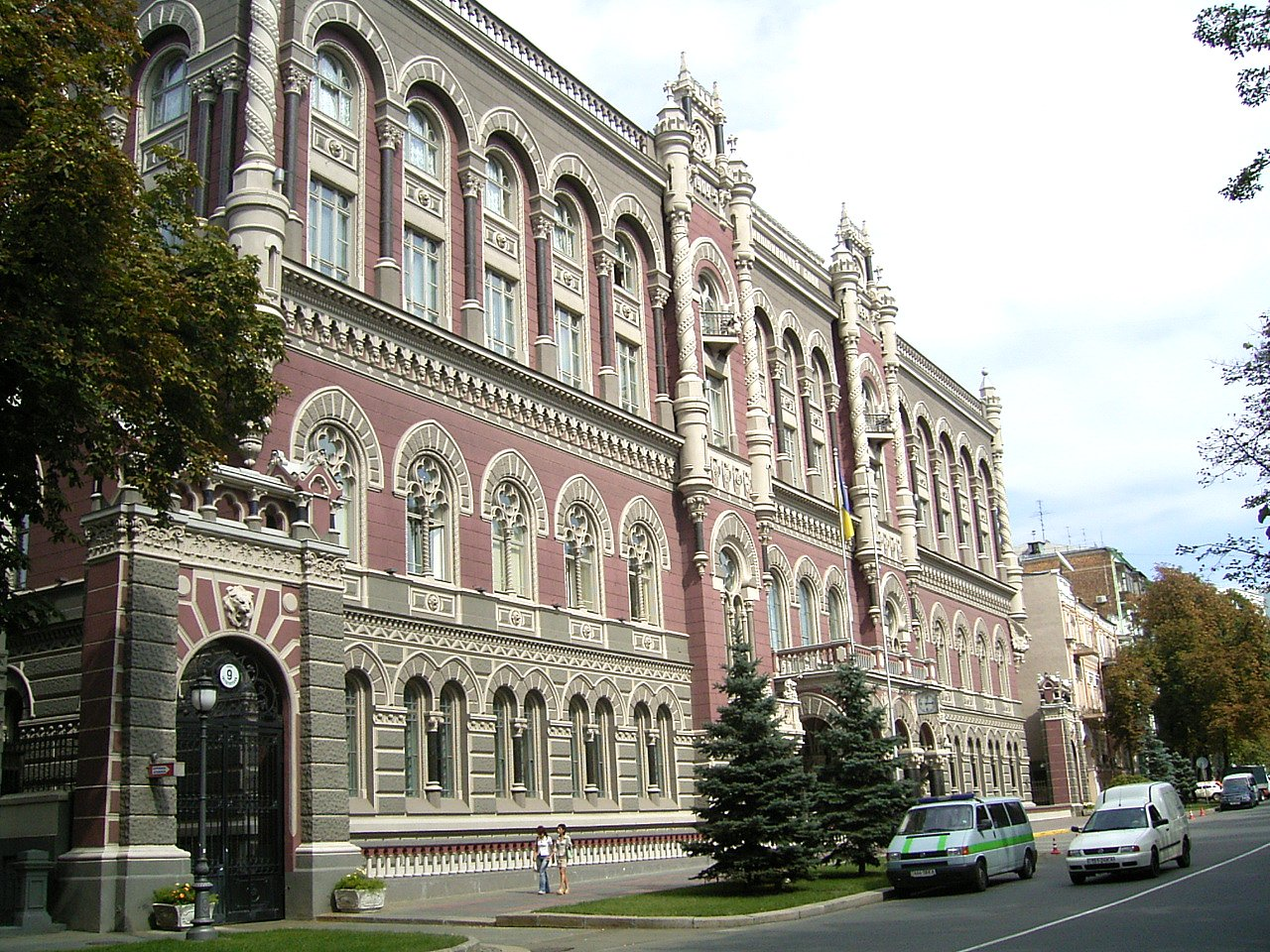
Будівля Національного банку України

На аверсі монет розміщено безкрайні мальовничі поля у вигляді стилізованих орнаментів, над якими летять лелеки (композиція, яка символізує Україну). Вгорі на тлі композиції малий Державний Герб України, праворуч від якого півколом напис «УКРАЇНА», а ліворуч півколом напис «2021». Унизу півколом зазначекний номінал монети — 5 ГРИВЕНЬ, а ліворуч внизу розміщено логотип Банкнотно-монетного двору Національного банку України.

### Реверс
На реверсі монети з використанням тамподруку зображено кольорову вишивану стрічку, яка символізує код нації і нагадує ДНК (матеріальний носій генетичної інформації). Ліворуч угорі на матовому тлі півколом розміщено напис «30 РОКІВ» (угорі ліворуч на матовому тлі), а праворуч угорі на дзеркальному тлі розташовано напис «НЕЗАЛЕЖНОСТІ УКРАЇНИ».

## Автори
- Художник — Шупляк Олег.
- Скульптори: аверс: Атаманчук Володимир  реверс: програмне моделювання: Лук'янов Юрій.[1]

## Вартість монети
Роздрібна ціна Національного банку України у 2021 році була 71 гривня.
Фактична приблизна вартість монети, з роками змінювалася так:
| Рік        | 2021 | 2022 | 2023 | 2024 | 2025 |
| ---------- | ---- | ---- | ---- | ---- | ---- |
| Ціна, грн. | 180  | 220  | 900  | 960  | 960  |